# كيمبرلي ويليامز بيزلي
كيمبرلي ويليامز بيزلي (بالإنجليزية: Kimberly Williams-Paisley)‏ هي من مواليد(14 سبتمبر 1971) هي ممثلة أميركية ومخرجة رشحت لعدد من الجوائز.

## حياتها
ولدت كيمبرلي ويليامز في راي، نيويورك.

## أعمالها
| عام  | عنوان                             | دور               | ملاحظة            |
| ---- | --------------------------------- | ----------------- | ----------------- |
| 1991 | Father of the Bride ‏              | آني بانكس         |                   |
| 1992 | بوركو روسو                        | فيو (صوت)         | النسخة الإنجليزية |
| 1993 | Samuel Beckett Is Coming Soon     | كيم               |                   |
| 1993 | Indian Summer ‏                    | غوين دوغيرتي      |                   |
| 1995 | Coldblooded                       | ياسمين            |                   |
| 1995 | Father of the Bride Part II       | آني بانكس ماكنيزي |                   |
| 1996 | The War at Home ‏                  | كارين كولير       |                   |
| 1998 | Safe House ‏                       | آندي ترافيرز      |                   |
| 1998 | Just a Little Harmless Sex        | أليسون            |                   |
| 1999 | Elephant Juice                    | دودي              |                   |
| 1999 | Simpatico                         | روزي              |                   |
| 2002 | Ten Tiny Love Stories             | خمسة              |                   |
| 2006 | ظل                                | لورا باركر        | فيلم قصير         |
| 2006 | How to Go Out on a Date in Queens | إيمي              |                   |
| 2006 | How to Eat Fried Worms            | الأم              |                   |
| 2006 | We Are Marshall                   | ساندي لينغيل      |                   |
| 2007 | Eden Court                        | بوني دونكان       |                   |

| العام     | عنوان العمل                              | الدور                  | ملاحظة                           |
| --------- | ---------------------------------------- | ---------------------- | -------------------------------- |
| 1990      | ABC Afterschool Special                  | فينيسا                 | Episode: "Stood Up!"             |
| 1994      | Tales from the Crypt [الإنجليزية]        | هيلي زيلير             | Episode: "The Bribe"             |
| 1996      | Jake's Women                             | مولي                   | فيلم تلفزيوني                    |
| 1996      | Relativity                               | إيزابيل                | الحلقة السابعة                   |
| 2000      | The 10th Kingdom                         | فرجينيا لويس           | سلسلة تلفزيونية قصيرة            |
| 2001      | هولمارك هول أوف فيم ‏                     | Dianne Parker-McCune   | Episode: "Follow the Stars Home" |
| 2001-2009 | وفقا لجيم                                | دانا                   | الحلقة 165                       |
| 2002      | The Christmas Shoes ‏                     | Maggie Andrews         | فيلم تلفزيوني                    |
| 2003      | Lucky 7 ‏                                 | Amy Myer               | فيلم تلفزيوني                    |
| 2004      | Identity Theft: The Michelle Brown Story | Michelle Brown         | فيلم تلفزيوني                    |
| 2004      | جورج لوبيز (مسلسل تلفزيوني)              | Vanessa Brooks         | Episode: "E.I.? E.I. OH"         |
| 2005      | Less than Perfect                        | Laura                  | Episode: "Get Away"              |
| 2008      | الحيوانات المدهشة                        | Mama Armadillo (voice) | Episode: "Save the Armadillo"    |
| 2008      | بوسطن ليغال                              | المحامية إليسا بروكس   | حلقة: النداء الأخير              |
| 2010      | Amish Grace                              | إيدا غرابر             | فيلم تلفزيوني                    |

| العام     | عنوان العمل                              | ملاحظة              |
| --------- | ---------------------------------------- | ------------------- |
| 2003      | Lucky 7 ‏                                 | مساعدة منتج         |
| 2004      | Identity Theft: The Michelle Brown Story | مساعدة منتج         |
| 2006      | Shade                                    | منتجة، كاتبة، مخرجة |
| 2001-2009 | وفقا لجيم                                | مخرجة، الحلقة 3     |
| 2007      | Numero Dos                               | مخرجة، كاتبة        |
| 2010      | When Mom's Away                          | مخرجة تنفيذية       |

## روابط خارجية
- كيمبرلي ويليامز بيزلي على موقع IMDb (الإنجليزية)
- كيمبرلي ويليامز بيزلي على موقع ميتاكريتيك (الإنجليزية)
- كيمبرلي ويليامز بيزلي على موقع قاعدة بيانات الأفلام العربية
- كيمبرلي ويليامز بيزلي على موقع ألو سيني (الفرنسية)
- كيمبرلي ويليامز بيزلي على موقع ميوزك برينز (الإنجليزية)
- كيمبرلي ويليامز بيزلي على موقع تيرنر كلاسيك موفيز (الإنجليزية)
- كيمبرلي ويليامز بيزلي على موقع أول موفي (الإنجليزية)
- كيمبرلي ويليامز بيزلي على موقع قاعدة بيانات برودواي على الإنترنت (الإنجليزية)
- كيمبرلي ويليامز بيزلي على موقع قاعدة بيانات الأفلام السويدية (السويدية)
- كيمبرلي ويليامز بيزلي على موقع إن إن دي بي (الإنجليزية)